# Га-Авода
Га-Авода (івр. העבודה — праця, робота), повне найменування Ізраїльська партія праці (івр. מפלגת העבודה הישראלית) — лівоцентристська ізраїльська політична партія. Є соціал-демократичною і сіоністською партією, в плані економічного розвитку дотримуються теорії «Третього шляху». Входить до складу Соцінтерну.
Утворена в 1968 з союзу кількох партій (на основі партії «Мапай»), що носив до цього назва «Маарів». Але вже в 1969 включалася в новий блок разом з партією «МАПАМ», що отримав знову назву «Маарів» і так проіснувала до розпаду «Маараха» в 1991.
Була правлячою партією в складі «Маараха» до 1977, а також очолювала урядову коаліцію в 1992—1996 і 1999—2000.
Утратила на парламентських виборах в Кнесет 18-го скликання 2009 6 мандатів, порівняно з представництвом у 17-му Кнесеті, після розколу в партії і виходу 5 парламентаріїв 17 січня 2011, законодавче представництво партії Авода скоротилося до 8 осіб і вона стала 5-ю за величиною політичною партією, представленою в ізраїльському парламенті.
17 січня 2011 з партії Авода вийшли наступні парламентарі та члени коаліційного кабінету міністрів:
- Егуд Барак
- Матан Вільнаї
- Шалом Сімхон
- Оріт Нокед
- Ейнат Вільф

На парламентських виборах в Кнесет 19-го скликання Авода набрала 15 мандатів, ставши третьою за величиною партією в Кнесеті.